# 朱金城
朱金城（1921年—2011年），字蘭客。祖籍江蘇南京，出生於山東。曾任上海古籍出版社編審、中國李白研究會副會長。因為長期研究李白與白居易，因此自號雙白簃主。
朱金城編著有《李白集校注》（與瞿蛻園合著）、《白居易集箋校》等書。謝思煒稱朱金城在《白居易集箋校》裏：「取得了遠超於清人的研究成果。」謝思煒的《白居易詩集校注》，在編年、行蹤、郊遊、時事方面也大量參考了朱金城的研究成果。